# Condat-sur-Ganaveix
Condat-sur-Ganaveix é uma comuna francesa na região administrativa da Nova Aquitânia, no departamento de Corrèze. Estende-se por uma área de 37,52 km². Em 2010 a comuna tinha 694 habitantes (densidade: 18,5 hab./km²).